# Rob Caggiano
Robert Caggiano (n. 7 noiembrie 1976, New York City, New York, SUA) este un chitarist italian-american și producător, mai bine cunoscut ca fiind chitaristul solo al trupei americane de Heavy Metal Anthrax.
Prima lui formație profesionistă a fost  Boiler Room , formată în 1996. Trupa a intrat în atenția Roadrunner Records când a cântat în deschiderea trupei Orgy în 1999.
După câteva întârzieri albumul lor de debut  Can't Breathe a fost lansat de  Tommy Boy Records .
Imediat după lansarea albumului trupa s-a destrămat în vara lui 2001.
Inițial a cântat cu Anthrax din 2001 până în 2005, când line-up-ul de pe Among the Living s-a reformat, dar Caggiano s-a întors când line-up-ul original s-a destrămat din nou. El a apărut pe We've Come for You All și pe albumul compilație  Greater of Two Evils  și pe albumul live  Music of Mass Destruction. Rob a făcut parte și din turul  The Big Four . El va apărea și pe DVD-ul al celor 4 trupe care va apărea pe 2 noiembrie 2010.
El este de asemenea și producător pentru  Scrap 60 Productions, cunoscut pentru ca a lucrat cu artiști precum Cradle of Filth, Anthrax, și Jesse Malin, împreună cu alți artiști rock\metal proeminenți.
Rob este de asemenea și chitaristul și liristul unei noi trupe promițătoare numite  The Damned Things , alături de Scott Ian(Anthrax), Joe Trohman și Andy Hurley (Fall Out Boy), și Keith Buckley (Everytime I Die).
Albumul lor de debut a fost lansat prin Island Records la 14 decembrie 2010, a fost produs și înregistrat de Caggiano însuși.

## Discografie

### cuAnthrax
- We've Come for You All (2003)
- The Greater of Two Evils (2004)
- Music of Mass Destruction (2004)

### cu Boiler Room
- Can't Breathe (2000)